# Eysenhardtia
Eysenhardtia, rod mahunarki iz tribusa Amorpheae, dio potporodice Faboideae. Postoji 13 vrsta raširenih od juga SAD-a (Teksas, Novi Meksiko, Arizona) preko Meksika na jug do Nikaragve.

## Vrste
1. Eysenhardtia adenostylis Baill.
2. Eysenhardtia byei Cruz Durán & M.Sousa
3. Eysenhardtia officinalis R.Cruz & M.Sousa
4. Eysenhardtia orthocarpa (A.Gray) S.Watson
5. Eysenhardtia parvifolia Brandegee
6. Eysenhardtia peninsularis Brandegee
7. Eysenhardtia platycarpa Pennell & Saff.
8. Eysenhardtia polystachya (Ortega) Sarg.
9. Eysenhardtia punctata Pennell
10. Eysenhardtia schizocalyx Pennell
11. Eysenhardtia spinosa Engelm.
12. Eysenhardtia subcoriacea Pennell
13. Eysenhardtia texana Scheele

## Sinonimi
- Varennea DC.
- Viborquia Ortega
- Wiborgia Kuntze